# Gerd Strantzen
Gerd Strantzen (Amburgo, 12 dicembre 1897 – 30 agosto 1958) è stato un hockeista su prato tedesco.

## Palmarès

### Olimpiadi
- 1 medaglia:
  - 1 bronzo (Amsterdam 1928)